# 1. slovenská fotbalová liga 1994/1995
1. slovenská fotbalová liga v sezóně 1994/95 byl v pořadí druhý ročník nejvyšší samostatné fotbalové ligové soutěže na Slovensku. Pravidelně ji pořádá Slovenský fotbalový svaz.

## Tabulka

### Základní část
|    | Mužstvo                     | Z  | V  | R | P  | Branky vstřelené | Branky inkasované | Body |
| -- | --------------------------- | -- | -- | - | -- | ---------------- | ----------------- | ---- |
| 1  | ŠK Slovan Bratislava        | 22 | 15 | 6 | 1  | 45               | 16                | 51   |
| 2  | 1. FC Košice                | 22 | 11 | 5 | 6  | 42               | 28                | 38   |
| 3  | FK Dukla Banská Bystrica    | 22 | 10 | 6 | 6  | 38               | 22                | 36   |
| 4  | FC Spartak Trnava           | 22 | 10 | 5 | 7  | 33               | 23                | 35   |
| 5  | FC DAC 1904 Dunajská Streda | 22 | 10 | 5 | 7  | 27               | 22                | 35   |
| 6  | FK Inter Bratislava         | 22 | 8  | 6 | 8  | 28               | 34                | 30   |
| 7  | FC Lokomotíva Košice        | 22 | 9  | 2 | 11 | 34               | 43                | 29   |
| 8  | BSC JAS Bardejov (N)        | 22 | 7  | 5 | 10 | 28               | 29                | 26   |
| 9  | 1. FC Tatran Prešov         | 22 | 6  | 7 | 9  | 26               | 34                | 25   |
| 10 | FK Petrimex Prievidza       | 22 | 7  | 4 | 11 | 20               | 36                | 25   |
| 11 | FC Chemlon Humenné          | 22 | 5  | 6 | 11 | 22               | 39                | 21   |
| 12 | MŠK Žilina                  | 22 | 4  | 3 | 15 | 22               | 39                | 15   |

|  | Druhá fáze ligy / Skupina o vítězství |
|  | Sestupové boje                        |

### Skupina o vítězství
|   | Mužstvo                     | Z  | V  | R | P  | Branky vstřelené | Branky inkasované | Body |
| - | --------------------------- | -- | -- | - | -- | ---------------- | ----------------- | ---- |
| 1 | ŠK Slovan Bratislava        | 32 | 21 | 9 | 2  | 63               | 25                | 72   |
| 2 | 1. FC Košice                | 32 | 15 | 7 | 10 | 54               | 42                | 52   |
| 3 | FK Inter Bratislava         | 32 | 14 | 8 | 10 | 47               | 45                | 50   |
| 4 | FC DAC 1904 Dunajská Streda | 32 | 13 | 7 | 12 | 41               | 42                | 46   |
| 5 | FK Dukla Banská Bystrica    | 32 | 12 | 8 | 12 | 53               | 44                | 44   |
| 6 | FC Spartak Trnava           | 32 | 12 | 8 | 12 | 43               | 35                | 44   |

### Skupina o záchranu
|   | Mužstvo               | Z  | V  | R  | P  | Branky vstřelené | Branky inkasované | Body |
| - | --------------------- | -- | -- | -- | -- | ---------------- | ----------------- | ---- |
| 1 | BSC JAS Bardejov      | 32 | 12 | 7  | 13 | 46               | 46                | 43   |
| 2 | FC Lokomotíva Košice  | 32 | 13 | 3  | 16 | 55               | 60                | 42   |
| 3 | FK Petrimex Prievidza | 32 | 12 | 6  | 14 | 35               | 50                | 42   |
| 4 | 1. FC Tatran Prešov   | 32 | 9  | 10 | 13 | 42               | 49                | 37   |
| 5 | FC Chemlon Humenné    | 32 | 8  | 8  | 16 | 32               | 57                | 32   |
| 6 | MŠK Žilina            | 32 | 9  | 3  | 20 | 37               | 53                | 30   |

## Tabulka střelců
| Místo | Hráč           | Branky | Klub                  |
| ----- | -------------- | ------ | --------------------- |
| 1.    | Róbert Semeník | 18     | Dukla Banská Bystrica |
| 2.    | Štefan Kysela  | 17     | FC Lokomotíva Košice  |
| 3.    | Pavol Diňa     | 13     | 1. FC Košice          |
| 4.    | Michal Pánčik  | 12     | 1. FC Košice          |
| 5.    | Jozef Urblík   | 11     | BSC JAS Bardejov      |

## Vítěz
| Mars superliga 1994/95 ŠK Slovan Bratislava (2. titul) |